# Вацлав II
Ва́цлав ІІ (чеш. Václav II.; 27 сентября 1271 — 21 июня 1305) — король Чехии (1283—1305) из династии Пржемысловичей, князь краковский (1290—1305), король Польши (1300—1305). Сын короля Чехии Пржемысла Отакара II и его второй жены Кунигунды.
Первым учредил сбор законов, которые касались шахтёрского дела. Осуществил денежную реформу, начав чеканить знаменитый пражский грош. Пытался основать в Праге университет. Во времена правления Вацлава ІІ Богемия была одним из крупнейших и могущественных государств Центральной Европы.

## Ранние годы
В 1276 году Рудольф I Габсбург, король Римский, объявил имперскую опалу королю Чехии Пржемыслу Отакару II и осадил Вену. Это вынудило Отакара в ноябре 1276 года подписать соглашение, по которому он отдал все права на Австрийское герцогство и пограничные княжества, сохранив за собой только Богемию и Моравию. Сын Отакара, Вацлав, должен был жениться на дочери Рудольфа, Юдите. Однако уже через год Отакар попытался отвоевать утраченное и в 1278 году погиб в битве на Моравском поле. Королевичу Вацлаву незадолго до этого исполнилось семь лет.
Поскольку Вацлав был мал, за него правил Оттон V, маркграф Бранденбурга из династии Асканиев, удерживая его на положении заложника. 
Когда Вацлаву исполнилось двенадцать лет, в 1283 году он вернулся в Чехию к матери — королеве Кунигуде. Фактическая власть в Чехии в это время сосредоточилась в руках мужа Кунгуты, чешского феодала Завиша из Фалькенштейна.
В январе 1285 года Вацлав женился на Юдите Габсбургской, дочери короля Германии Рудольфа, с которой он был помолвлен с 1276 года.
В 1290 году отчим Вацлава Завиш из Фалькенштейна был обезглавлен по инспирированным окружением Юдиты сомнительным обвинениям, и Вацлав начал править самостоятельно.

## Король Чехии и Польши
В 1291 году князь Великой Польши Пшемысл II передал Краковское княжество Вацлаву II. Краков ассоциировался с верховной властью в Польше, но Пшемысл сохранил остальные княжества и в 1295 году короновался королём Польши. После смерти Пшемысла в 1296 году Вацлав стал верховным правителем Польши и в 1300 году был коронован королём Польши в городе Гнезно.

## Серебро Куттенберга
В 1298 году в Куттенберге (Центральная Богемия) было найдено серебро. Вацлав сделал добычу серебра королевской монополией, взял под полный контроль денежную систему, начав чеканить пражский грош и запретив оборот серебра в немонетном виде. 
Куттенберг (Кутна-Гора) стала одним из богатейших европейских месторождений серебра: между 1300 и 1340 гг. из шахты добывалось по 20 тонн серебра ежегодно.
В 1300 году Вацлав опубликовал новый королевский кодекс о шахтах (Ius regale montanorum). В этом официальном документе расписаны как административные, так и технические постановления и условия, необходимые для горной добычи.

## Корона Венгрии и смерть

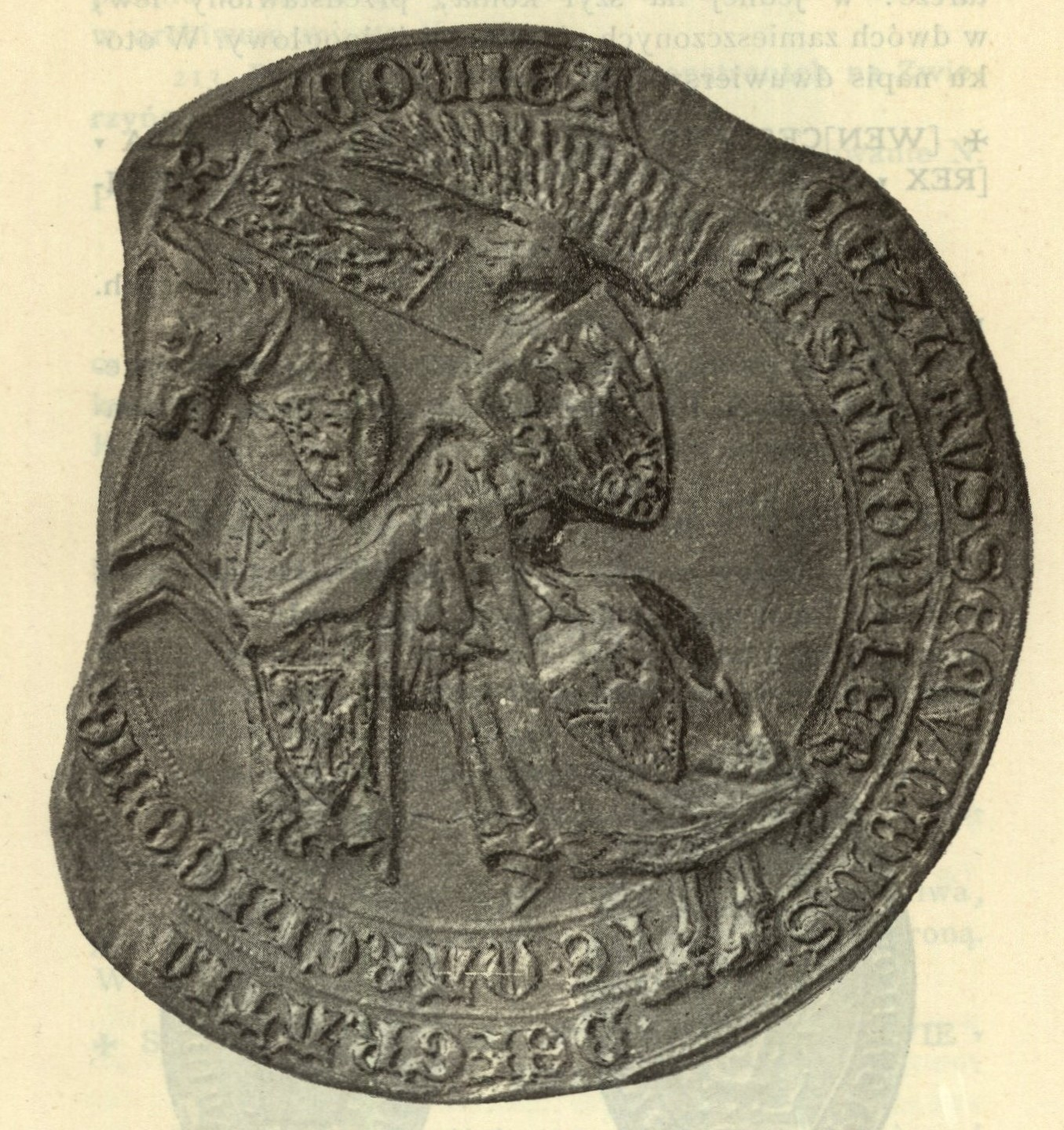
Печать Вацлава II

Королева Юдита Габсбург умерла в 1297 году. Второй женой Вацлава стала Эльжбета Рыкса, дочь польского короля Пшемысла II, (впоследствии она вышла замуж за Рудольфа Габсбурга, ставшего королём Чехии на короткое время).
В 1301 году умирает король Венгрии Андраш III, близкий родственник Вацлава, и с его смертью прерывается династия Арпадов по мужской линии. Вацлав стал одним из претендентов на трон, и получил его от части венгерского дворянства в пользу своего маленького сына. 27 августа 1301 года, Вацлав III был коронован в городе Секешфехервар, под именем Ладислав V (по-венгерски Ласло, но в венгерской историографии он упоминается просто как Венцель).
В это время Венгрия представляла собой несколько независимых княжеств, которые вели между собой политическую борьбу. К 1303 году молодого Вацлава поддерживали только в столице Буде, и Вацлаву II пришлось забрать сына и венгерскую корону в Прагу.
Вацлав II готовился захватить Австрию, но в 1305 году в возрасте 34 лет умер, вероятно от туберкулёза. Ему наследовал его сын, Вацлав III, ставший последним королём Чехии из рода Пржемысловичей.

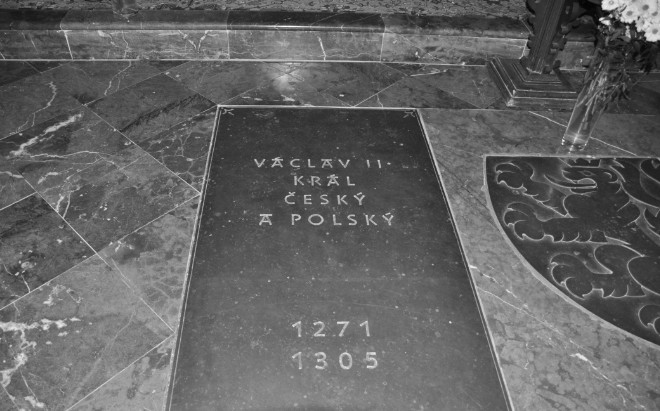
Могила Вацлава II

## Правление Вацлава II
Вацлав II в числе наиболее важных королей в истории Чехии. Владея тремя королевскими коронами (чешской, венгерской и польской), он имел власть над обширной территорией от Балтики до Дуная. Вацлав II создал большую армию, чему способствовало то, что Чехия была крупнейшим производителем серебра в Европе. Сила и богатство Богемского королевства вызывали и уважение, и враждебность европейских королевских фамилий.
Вацлав II ввёл пражский грош, который стал европейской валютой на протяжении веков. Во время его правления произошло значительное развитие городов и ремёсел. Он планировал основать университет.
Со смертью Вацлава II начался стремительный закат Богемского королевства — сын и наследник Вацлав III не смог сохранить в целостности государство, созданное его предками, и оно начало распадаться.

## Семья
Дважды женат:
В 1285 в г. Хеб, женился на Юдифи Габсбургской (1271—1297), дочери Рудольфа I. Она умерла, родив 10 детей:
- Пржемысл Отакар (6 мая 1288 — 19 ноября 1288)
- Вацлав III (6 октября 1289 — 4 августа 1306); Король Чехии, Король Венгрии и Король Польши
- Анежка, близнец Вацлава. Умерла в детстве.
- Анна (10 октября 1290 — 3 сентября 1313), вышла замуж в 1306 году за Генриха Хорутанского
- Элишка (20 января 1292 — 28 сентября 1330), вышла замуж в 1310 году за Иоанна Люксембургского
- Гута (3 марта 1293 — 3 августа 1294)
- Ян (26 февраля 1294 — 1 марта 1295)
- Ян (21 февраля 1295 — 6 декабря 1296)
- Маркета (21 февраля 1296 — 8 апреля 1322), вышла замуж в 1308 за Болеслава III, силезского князя
- Гута (*†21 мая 1297)

В 1300 году женился на Эльжбете Рыкса (1286—1335), дочери короля Польши Пшемысла II. Родился один ребёнок:
- Анежка (15 июня 1305 — 4 января 1337), замужем за силезским князем Генрихом Яворским.

У Вацлава было много внебрачных детей, один из которых, Ян Волек, стал епископом Оломоуца, пробстом Вышеградского капитула и канцлером Чешского королевства.